# دامودارکاتی
دامودارکاتی (به لاتین: Damodarkati) یک روستا در بنگلادش است که در استان باریسال و در ناحیه باریسال واقع شده است.